# Rana cascadae
Rana cascadae é uma espécie de anfíbio da família Ranidae.
Pode ser encontrada nos seguintes países: oeste dos Estados Unidos da América e possivelmente em Canadá, principalmente em Cascade Range e Olympic Mountains.
Os seus habitats naturais são: florestas temperadas, campos de gramíneas de clima temperado, rios, pântanos, lagos de água doce, lagos intermitentes de água doce, marismas de água doce e marismas intermitentes de água doce.